# Mellette
Mellette és una població dels Estats Units a l'estat de Dakota del Sud. Segons el cens del 2000 tenia 248 habitants.

## Demografia
Segons el cens del 2000, Mellette tenia 248 habitants, 90 habitatges, i 63 famílies. La densitat de població era de 368,3 habitants per km².
Dels 90 habitatges en un 43,3% hi vivien nens de menys de 18 anys, en un 58,9% hi vivien parelles casades, en un 4,4% dones solteres, i en un 30% no eren unitats familiars. En el 27,8% dels habitatges hi vivien persones soles el 15,6% de les quals corresponia a persones de 65 anys o més que vivien soles. El nombre mitjà de persones vivint en cada habitatge era de 2,76 i el nombre mitjà de persones que vivien en cada família era de 3,44.
Per edats la població es repartia de la següent manera: un 35,5% tenia menys de 18 anys, un 5,6% entre 18 i 24, un 26,2% entre 25 i 44, un 18,1% de 45 a 60 i un 14,5% 65 anys o més.
L'edat mediana era de 34 anys. Per cada 100 dones de 18 o més anys hi havia 107,8 homes.
La renda mediana per habitatge era de 34.107 $ i la renda mediana per família de 34.500 $. Els homes tenien una renda mediana de 30.521 $ mentre que les dones 19.375 $. La renda per capita de la població era d'11.467 $. Entorn del 10,9% de les famílies i el 12,6% de la població estaven per davall del llindar de pobresa.

## Poblacions més properes
El següent diagrama mostra les poblacions més properes.